# 仙台市立若林小学校
仙台市立若林小学校（せんだいしりつ わかばやししょうがっこう）は、宮城県仙台市若林区若林4丁目にある公立小学校である。

## 概要
- 仙台市南東部で広瀬川の北側に若林小学校がある。学区は主に広瀬川の北側や旧国道4号東側となっている。

## 沿革
出典
- 1954年（昭和29年）
  - 7月16日 - 南材木町小学校分校として開校。この時点の学級数14学級、児童数716名。
  - 11月15日 - 南材木町小学校より独立し、開校。
- 1955年（昭和30年）3月11日 - 校章・校歌制定。
- 1964年（昭和39年）12月8日 - 屋内体育館落成。
- 1966年（昭和41年）9月7日 - 増築校舎落成（2教室）。
- 1969年（昭和44年）11月15日 - 開校15周年記念式典挙行。
- 1972年（昭和47年）7月5日 - 鋼製プール落成。
- 1973年（昭和48年）
  - 10月9日 - 校舎改築一期工事完了。
  - 11月15日 - 開校20周年記念式典挙行。
- 1975年（昭和50年）8月25日 - 若林給食センターによる給食開始。
- 1976年（昭和51年）3月3日 - 校舎改築二期工事完了。
- 1977年（昭和52年）4月3日 - 沖野小学校移籍児童との離別式挙行。校名旗を贈る（移籍児童数171名）。
- 1978年（昭和53年）
  - 4月4日 - 古城小学校移籍児童との離別式挙行（移籍児童数170名）。
  - 6月12日 - 17時14分頃に発生した宮城県沖地震（М7.8）発生したが、壁面に亀裂が入るのみだった。
- 1979年（昭和54年）6月15日 - プール浄化施設工事完了。
- 1981年（昭和56年）
  - 3月23日 - 校舎改築三期工事完了。
  - 4月30日 - 第二・第三校舎（木造）解体完了。
  - 10月21日 - 第二校庭に各種遊具設置。
- 1983年（昭和58年）5月21日 - プール塗装工事完了。
- 1984年（昭和59年）
  - 2月22日 - 青少年赤十字加盟。
  - 11月17日 - 開校30周年記念式典挙行。
- 1986年（昭和61年）8月12日 - 給食配膳室内部改修工事完了。
- 1987年（昭和62年）1月20日 - 正門通路舗装工事完了。
- 1988年（昭和63年）10月27日 - 体育館ステージ幕交換工事完了。
- 1989年（平成元年）3月30日 - 玄関と体育館正面の植栽工事完了。
- 1990年（平成2年）3月31日 - 校舎増築第4期工事完了。
- 1991年（平成3年）
  - 5月29日 - プール改修工事完了。
  - 11月16日 - 校門付近樹木移植工事完了。
- 1992年（平成4年）
  - 4月30日 - 校地内道路整備工事完了。
  - 5月30日 - 新校門工事完了。
- 1993年（平成5年）
  - 2月26日 - モルタル校舎、作業小屋解体完了。
  - 3月4日 - 校名表札取り付け。
  - 8月12日 - 校門付近緑化工事完了。
  - 10月29日 - 油庫改築工事完了。
  - 11月11日 - 体育館改築工事完了。
  - 12月4日 - 旧体育館解体工事完了。
- 1994年（平成6年）
  - 1月20日 - 校内テレビ放送施設備完了。
  - 2月14日 - 体育館南面緑化工事完了。
  - 2月15日 - 飼育小屋改築工事完了。
  - 4月8日 - 倉庫とプール更衣室建築工事完了。
  - 9月3日 - 校庭東側整地と遊具移設工事完了。
  - 10月26日 - 開校40周年航空写真撮影。
- 1996年（平成8年）
  - 2月23日 - 学校入口案内板取り付け。
  - 6月21日 - 給食受入室出入り口拡張工事完了。
  - 7月29日 - 体育館北側歩道舗装工事完了。
  - 9月5日 - 照明設備改修工事完了。
- 1997年（平成9年）
  - 3月3日 - コンピュータ22台設置。
  - 3月10日 - 外倉庫2棟（体育館北側）設置。
- 1998年（平成10年）
  - 5月29日 - プール床面補修工事完了。
  - 6月4日 - 校庭遊具補強・塗装工事完了。
  - 10月9日 - 西・北校舎通路等雨漏り防水工事完了。
- 1999年（平成11年）
  - 1月21日 - 正面玄関等植栽剪定作業完了。
  - 9月9日 - 校庭南側桜剪定作業完了。
  - 9月17日 - プールポンプ室器具改修工事完了。
- 2000年（平成12年）
  - 3月31日 - 若林学校給食センター解体工事完了。
  - 12月20日 - ごみ出し倉庫新設。
- 2001年（平成13年）
  - 2月19日 - 西・北校舎通路等雨漏り防水工事完了。
  - 6月2日 - 学校運営評議会発足。
  - 9月30日 - 学校との共催による学区民運動会開催。
  - 12月1日 - ひろびろトイレ（身障者用トイレ）完成。
- 2002年（平成14年）
  - 4月1日 - 病弱・身体虚弱障害学級（なかよし学級）設置。完全学校週5日制および2学期制開始。
  - 6月10日 - プールにインターホン設置。
- 2003年（平成15年）
  - 4月1日 - 情緒障害学級（なかよし学級）設置。
  - 12月22日 - 若林小学校ホームページ開設。
- 2004年（平成16年）
  - 4月20日 - 「子どもと親の相談員」配置。
  - 11月11日 - 開校50周年記念式典挙行し、祝賀会開催。
- 2005年（平成17年）
  - 2月1日 - この日から3月8日まで、プール解体工事実施。
  - 3月31日 - 新プール（25m×7コース）完成。
- 2006年（平成18年）
  - 4月1日 - 病弱・身体虚弱学級（おおぞら学級）設置。
  - 11月14日 - 校庭整備工事開始。
- 2007年（平成19年）4月30日 - 校庭整備工事完了。
- 2008年（平成20年）
  - 6月9日 - 学校関係者評価委員会発足。
  - 8月7日 - 校内LAN更新。
- 2009年（平成21年）
  - 2月1日 - 図書データー管理開始。
  - 5月1日 - 小1生活・学習サポーター開始。
- 2010年（平成22年）
  - 2月16日 - 「すこやかキッズ」学校訪問。
  - 9月17日 - 東側通用門設置
- 2011年（平成23年）
  - 2月14日 - 防災無線利用開始。
  - 3月11日 - 14時46分頃に、東日本大震災発生。
  - 4月11日 - 平成23年度の始業式・披露式・入学式を挙行。
  - 4月18日 - この日から4月28日まで、簡易給食実施。
  - 4月25日 - 体育館の構造調査（東北大学池永教室）実施。
  - 5月2日 - 主食給食開始。
  - 5月11日 - 復興へ力を合わせて。
  - 5月30日 - 一斉配信メール登録、配信開始。
  - 6月1日 - 完全給食再開。
  - 6月27日 - ワイキキ小学校との交流会開催。
  - 9月25日 - 学区民大運動会開催。
  - 9月28日 - この日から翌年3月まで、校舎修繕実施。
  - 11月11日 - 復興プロジェクト。
  - 12月12日 - 故郷復興プロジェクト。
- 2012年（平成24年）
  - 5月11日 - 復興プロジェクト。
  - 10月28日 - 地域防災訓練実施。
  - 11月8日 - 読み聞かせボランティア「ひつじの会」活動開始。
  - 11月13日 - おおぞら学級（病弱）新設。
- 2013年（平成25年）
  - 5月10日 - 故郷復興プロジェクト。
  - 8月2日 - 校内LAN及びPCの更新。
- 2014年（平成26年）
  - 1月23日 - 保健室に空調設備（エアコン）設置。
  - 8月27日 - 開校60周年記念事業航空写真撮影実施。
  - 10月26日 - 若林地区総合防災訓練実施。
  - 11月21日 - 体育館にて、開校60周年記念式典挙行。同日、若林市民センターにて、開校60周年記念祝賀会開催。
  - 11月29日 - 太陽光発電工事。
- 2015年（平成27年）
  - 3月3日 - 開校60周年記念事業校章等取付工事
  - 3月11日 - 故郷復興プロジェクト。
  - 7月15日 - 避難訓練（地震・休憩時）実施。
  - 10月31日 - 若林地区総合防災訓練実施。
  - 11月11日 - 児童生徒による故郷復興プロジェクト。
- 2019年（平成31年・令和元年）
  - 4月1日 - 防犯カメラを設置し、運用開始。
  - 7月29日 - 若林児童館仮移転開始（翌年3月31日まで）。
- 2020年（令和2年）
  - 1月8日 - 北校舎トイレ改修工事が完了し、利用開始。
  - 3月2日 - この日から3月24日まで、新型コロナウイルス感染症に係る臨時休業。
  - 3月19日 - 第66回卒業式を挙行したが、新型コロナウイルス感染症に係る措置のため、卒業生と教職員のみで実施した。
  - 3月24日 - この日、修了式挙行予定だったが、新型コロナウイルス感染症に係る臨時休業期間中のため中止となった。
  - 4月8日 - 新型コロナウイルス感染症に係る臨時休業期間を延長（5月31日まで）。同日、1～4学年及び特別支援学級児童の受入を再開。
  - 5月18日 - コンピュータ室開放による家庭学習支援実施。
  - 6月1日 - 新型コロナウイルス感染症に係る臨時休業により延期された披露・始業・入学の式典挙行。
  - 7月21日 - この日から8月7日まで、夏期休業期間の授業実施。同期間中には、仮設エアコンの使用も開始。
  - 7月28日 - 常設（ガス）エアコン使用開始。
  - 8月1日 - 電話自動音声案内導入。
  - 9月25日 - 新型コロナウイルス感染拡大防止で中止されたリレー大会の代替として、体育発表会を開催。
- 2021年（令和3年）
  - 1月21日 - GIGAスクール構想事業に係るクロームブック237台を納入。
  - 2月1日 - 西校舎トイレ洋式化工事終了。
  - 2月13日 - 23時07分頃に、福島県沖地震が発生したが、本校では軽度の被害だった。

## 通学区域
出典
- 古城3丁目（20番の一部、21番～24番、26番）
- 若林1丁目（2番～5番、6番の一部、10番の一部、11番～13番）
- 若林2丁目（全域）
- 若林3丁目（1番、3番の一部、4番～15番）
- 若林4丁目（全域）
- 若林5丁目（全域）
- 若林6丁目（全域）
- 若林7丁目（全域）

## 進学先中学校
出典
- 仙台市立八軒中学校

## 周辺
- 若林老人憩の家 - 敷地が隣接。
- 学校法人仙台佛教学園若林幼稚園 - 進学前幼稚園のひとつ。
- 広瀬川若林緑地 - 土手を挟んで、敷地が隣接。
- 広瀬川
- ヨークベニマル若林店 - 敷地が隣接。
  - このほか、学校周辺には、ヨークベニマル若林店以外の商業施設も点在する。
- 宮城県道54号井土長町線
- 仙台市若林市民センター

## アクセス
- 仙台市営バス「若林小学校前」停留所下車後、学校正門（校門）まで、
  - 仙台駅前・県庁市役所前経由交通局東北大学病院前行のりばから、徒歩約190m・約3分。
  - 六郷小学校前・霞の目営業所前・荒井駅・中野・沖野・竹野花・薬師堂駅・東高校入口方面行のりばから、徒歩約140m・約2分。